# Хајдук (филм)
„Хајдук“ је југословенски филм из 1980. године. Режирао га је Александар Петковић, а сценарио је писао Данко Поповић.

## Радња
После Првог светског рата, двојица другова официра носиоци највиших одликовања за храброст, враћају се мирнодопском животу. Први постаје командант жандармерије а други налази разорено огњиште које покушава да оживи, убрзо долази у сукоб с властима и хапсе га. Успева да побегне из затвора и постаје одметник прогоњен од власти.

## Улоге
| Глумац                  | Улога                             |
| ----------------------- | --------------------------------- |
| Светозар Цветковић      | Поручник Иван Кондић              |
| Бранислав Лечић         | Капетан Тополац                   |
| Даница Максимовић       | Јелена                            |
| Душан Јанићијевић       | Начелник жандармерије             |
| Владан Живковић         | Наредник Вујић                    |
| Павле Вуисић            | Газда Урошевић                    |
| Мирољуб Лешо            | Жандарм Гвозден Крстовић          |
| Вељко Мандић            | Кондићев Кум                      |
| Љиљана Јовановић        | Кондићева кума                    |
| Милош Кандић            | Кобац                             |
| Бранко Цвејић           | Ћопа                              |
| Предраг Милинковић      | Штампар                           |
| Јанез Врховец           | Јеврејски златар                  |
| Јосиф Татић             | Обућар                            |
| Милан Пузић             | Пуковник                          |
| Драгомир Фелба          | Надничар, Кондићев комшија 1      |
| Љубомир Ћипранић        | Надничар, Кондићев комшија 2      |
| Момчило Станишић        | Надничар са шајкачом              |
| Милутин Мићовић         | Надничар са качкетом              |
| Љиљана Јанковић         | Служавка у жандармерији           |
| Растко Тадић            | Сељак који жели да ухвати Кондића |
| Зоран Миљковић          | Жандарм 1                         |
| Славољуб Плавшић Звонце | Жандарм 2                         |
| Љубо Шкиљевић           | Жандарм 3                         |
| Миомир Радевић Пиги     |                                   |
| Милутин Савић Џими      |                                   |
| Милан Митић             |                                   |
| Александар Стојановић   |                                   |
| Скендер Радотина        |                                   |
| Лидија Попесков         |                                   |
| Раде Миливојевић        |                                   |
| Војислав Воки Костић    | Виолиниста                        |